# Spitzer Space Telescope
De Spitzer Space Telescope is een met vloeibaar helium gekoelde telescoop die in een heliocentrische baan achter de aarde aan om de zon draait, en gebruikt werd voor observatie van het heelal in het infrarode golflengtegebied. Tot 18 december 2003 droeg deze ruimtetelescoop de naam Space Infrared Telescope Facility, kortweg SIRTF.
Spitzer Space Telescope is de vierde van NASA's Great Observatories, een ruimtevaartprogramma van ruimtetelescopen waartoe ook de ruimtetelescoop Hubble, Chandra X-ray Observatory en de Compton Gamma Ray Observatory behoren.

## Missie
De Spitzer Space Telescope is op 25 augustus 2003 vanaf Lanceercomplex 17B van het Cape Canaveral Air Force Station te Florida gelanceerd met een Delta II-raket. Het duurde ruim drie maanden om de satelliet in de gewenste baan te plaatsen en om alle systemen te testen; in december 2003 is de telescoop begonnen met waarnemen. De missie zou oorspronkelijk 2,5 jaar duren, maar in 2006 bleek dat de missie kon worden verlengd tot 15 mei 2009. Toen was het vloeibare helium verdampt. Vloeibaar helium werd gebruikt om de telescoop te koelen. Daarna warmde de satelliet op tot 30 kelvin (−243 °C) en begon de zogenaamde Spitzer Warm Mission, waarbij nog slechts op de twee kortste golflengten (3,6 en 4,5 μm) gemeten kon worden.
Tijdens de missie maakte de ruimtetelescoop afbeeldingen en spectra van door hemelse objecten uitgestraalde infraroodstraling (ieder object met een temperatuur boven het absolute nulpunt straalt deze energie uit). De golflengte van de te onderzoeken elektromagnetische straling ligt tussen de 3 en 180 μm. Het grootste deel van deze straling kan niet vanaf de aarde gemeten worden omdat de aardatmosfeer een groot deel van die infraroodstraling tegenhoudt.

## Naam
De keuze van de naam Spitzer is het resultaat van een wedstrijd. Deelnemers van over de hele wereld mochten een suggestie doen voor een naam, onderbouwd met een toelichting. Uit de meer dan 7000 inzendingen, waarvan 38% afkomstig waren van buiten de Verenigde Staten, kozen medewerkers van het SIRTF Science Center 161 kandidaten. Een comité van deskundigen koos 11 finalisten, en ten slotte koos NASA de winnaar: Jay Stidolph uit Brits-Columbia, Canada, die voorstelde om de ruimtetelescoop te vernoemen naar Dr. Lyman Spitzer. Spitzer (1914-1997) was een wetenschapper die reeds in 1946 als eerste voorstelde om telescopen in de ruimte te plaatsen, om zodoende het vertroebelende effect van de atmosfeer te vermijden. Hij droeg bij aan het tot stand komen van de ruimtetelescoop Hubble en een andere ruimtetelescoop, de Copernicus-satelliet.

## Einde van de missie
Op 30 januari 2020 om 22:34 UTC werd de Spitzer Space Telescope buiten werking gesteld en de missie beëindigd.

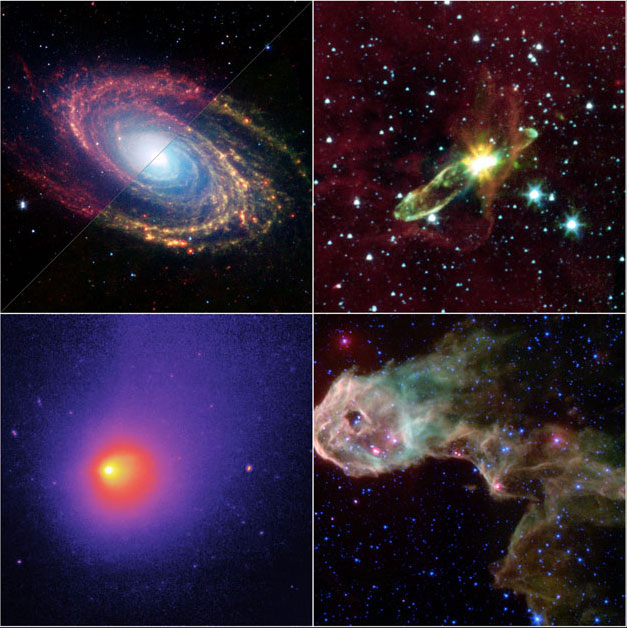
Eerste foto's van de SST (credit: NASA/JPL-Caltech).
Linksboven: het spiraalvormige sterrenstelsel M81.
Rechtsboven: het Herbig-Haro object HH46.
Linksonder: stof rond de ster Fomalhaut.
Rechtsonder: stof in een globule in de emissienevel IC 1396.